# Eddie Woo
Eddie Woo (sinh 1985) là một giáo viên trung học cơ sở và phổ thông người Úc gốc Malaysia nổi tiếng nhờ các bài học toán trực tuyến được xuất bản trên YouTube. Năm 2018, Woo đã được trao Giải thưởng Anh hùng Địa phương của Úc.

## Cuộc đời
Cha mẹ của Woo di cư đến Úc từ Malaysia vào khoảng năm 1970 để có cơ hội giáo dục tốt hơn cho con cái họ. Anh có một anh trai, làm việc trong lĩnh vực CNTT và một chị gái, là nha sĩ. Woo học tại trường trung học nông nghiệp James Ruse ở New South Wales và hoàn thành chứng chỉ trung học phổ thông năm 2003. Anh lấy bằng Cử nhân Giáo dục (Honours) về Toán học và Công nghệ thông tin Trung học tại Đại học Sydney năm 2008.

## Sự nghiệp
Woo là một giáo viên toán tại trường trung học phổ thông công nghệ Cherrybrook, Sydney. Vị trí quan trọng của anh là Trưởng bộ môn Toán học tại trường này. Tính đến năm 2018, anh đã dạy toán hơn 10 năm. Kênh YouTube của anh có hơn 600.000 người đăng ký và hơn 35 triệu lượt xem trên toàn thế giới tính đến tháng 6 năm 2019. Năm 2018, Woo đã tổ chức và dẫn một chương trình có tên Teenage Boss (tạm dịch: Chủ Nhà Thiếu Niên) trên kênh truyền hình ABC, cho phép các bạn thiếu niên đưa ra các quyết định tài chính của gia đình họ trong vòng một tháng.
Cuốn sách của Woo mang tên Woo's Wonderful World of Maths (tạm dịch Thế Giới Toán Học Tuyệt Vời của Woo) được xuất bản vào ngày 25 tháng 9 năm 2018. Sách trả lời các câu hỏi như "Tại sao cầu vồng lại cong?" và "Tại sao người thuận tay trái không tuyệt chủng?", với câu trả lời là: toán học và toán học là tất cả là về khuôn mẫu và vũ trụ là khuôn mẫu đặc biệt.

## Giải thưởng
Vào tháng 10 năm 2015, Woo là người đồng nhận Giải thưởng Sáng tạo về Giáo dục Khoa học và Toán học của NSW Premier.
Anh là một trong mười giáo viên giành được giải khai mạc Bình Chọn Toán vào ngày 26 tháng 8 năm 2016.
Vào tháng 4 năm 2017, Woo đã giành giải thưởng cựu sinh viên trẻ năm 2017 của Đại học Sydney vì thành tích xuất sắc.
Vào tháng 3 năm 2017, anh là một trong 12 giáo viên người Úc giành được Giải thưởng Giảng dạy của Ngân hàng Thịnh vượng chung, một sự kiện giải thưởng quốc gia có uy tín do Ngân hàng Thịnh vượng chung và tổ chức giáo dục từ thiện School Plus tổ chức mỗi năm.
Vào tháng 11 năm 2017, anh được giải Anh hùng Địa phương 2018 của NSW.
Woo đã đưa ra địa chỉ Ngày Úc ở NSW vào năm 2018, lần đầu tiên một giáo viên đã làm như vậy.
Vào ngày 25 tháng 1 năm 2018, Woo đã giành giải thưởng Anh hùng Địa phương của Úc tại Giải thưởng Úc của năm.
Vào tháng 3 năm 2018, Woo đã được vinh danh là Top 10 chung cuộc trong Giải thưởng giáo viên toàn cầu.
Vào tháng 5 năm 2019, Woo đã nhận được học bổng danh dự từ Đại học Western Sydney.

## Đời tư
Woo được nhận định là một Kitô hữu khi nói rằng: "We talk about the fact that the universe is designed in this way and you can find all of these patterns; do you think that that's a coincidence? One of the things I love to point out is we call the universe the cosmos which means ordered and structured and designed, as opposed to chaos, and the reason why we can find these mathematical principles is because there was a designer. We didn't just spring into being. It has immense beauty."
Tạm dịch như sau: "Chúng ta nói về thực tế rằng vũ trụ được thiết kế theo cách này và bạn có thể tìm thấy tất cả các khuôn mẫu này; bạn có nghĩ rằng đó là một sự trùng hợp? Một trong những điều tôi thích chỉ ra là chúng ta gọi vũ trụ là cosmos, một từ có nghĩa là trật tự, cấu trúc và thiết kế, trái ngược với sự hỗn loạn, và lý do tại sao chúng ta có thể tìm thấy các quy tắc toán học này là vì có một nhà tạo dựng. Chúng ta đâu tự có sự sống. Nó có vẻ đẹp bao la."
Woo đã kết hôn và có ba người con.
Woo cũng biết chơi guitar.